# فالويس (بوينت كلير)
فالويس (بالإنجليزية: Valois, Pointe-Claire)‏ هي منطقة سكنية تقع في كندا في بوينت كلير، كيبك.